# Rigas Fereos (Gemeinde)
Rigas Fereos (griechisch Ρήγας Φεραίος (m. sg.)) ist eine 2011 entstandene Gemeinde nördlich von Volos in der griechischen Region Thessalien. Sie hat ihren Sitz in der Kleinstadt Velestino (3044 Einwohner).
Rigas Fereos ist nach dem griechischen Nationalhelden Rigas Velestinlis benannt, der in Velestino geboren wurde und sich mit dem Ethnonym Fereos (aus altgriechisch Φεραίος Pheraios) benannte. Auch die Gemeinde um Velestino, die nach dem Anschluss Thessaliens 1881 an das moderne Griechenland gebildet wurde, nannte sich 1883 nach ihrem antiken Namen Pherai Feres. Der Name wurde 1912 aufgegeben, aber 1997 erneut offiziell angenommen, als Velestino wieder mit vier kleinen Landgemeinden zu einer größeren Gemeinde Feres vereint wurde. Mit der Verwaltungsreform 2010 wurde aus Feres und den Gemeinden Karla und Keramidi eine neue Gemeinde gebildet, die den Namen Rigas Fereos erhielt.
Das Gemeindegebiet erstreckt sich westlich und nördlich der Gemeinden Volos und Zagora-Mouresi. Im Zentrum hat es als Ebene von Velestino Anteil am Thessalischen Becken, das nach Süden durch Hügelland vom Pagasitischen Golf getrennt ist. Die Ebene setzt sich in der nordwestlichen Nachbargemeinde Kileler fort. Das nordöstliche Gemeindegebiet liegt an der Nordwestflanke des Pilio, an dessen Hauptgipfel es bis auf einige Kilometer heranreicht. Nördlich davon setzt sich das Piliongebirge im Mavrovouni fort, an dessen Osthang zur Ägäis die Orte Keramidi und Veneto liegen und dem sich weiter nördlich die Gemeinde Agia anschließt. An der Westflanke des Mavrovouni, westlich von Kanalia und Kerasia, wird der 1962 trockengelegte Karla-See (in der Antike Boibēis Βοιβηίς, nach der Stadt Boibe) wiederhergestellt. Westlich von Velestino erhebt sich das kleine Mittelgebirge Chalkodonio (Χαλκοδόνιο), das in Kileler 725 m Höhe erreicht. Hier grenzt Rigas Fereos westlich an Farsala und südlich an Almyros.
Die griechische A 1, die Athen mit Thessaloniki verbindet, führt direkt an Velestino vorbei, die A 12 zweigt bei Velestino nach Osten in Richtung Volos ab. Der Bahnhof Velestino liegt an der 1884 errichteten Eisenbahnstrecke Larisa–Volos. Der Flughafen Nea Anchialos liegt rund 20 km südlich von Velestino, spielt aber nur für den Sommertourismus eine gewisse Rolle. Die beiden griechischen Ballungszentren, die an den internationalen Luftverkehr angeschlossen sind, liegen knapp 200 km nördlich (Thessaloniki) bzw. gut 300 km südlich (Athen-Piräus).

## Gemeindegliederung
Einige Dörfer und Siedlungen um Velestino waren in osmanischer Zeit Çiftliks türkischer Großgrundbesitzer und trugen türkische Namen. Sie wurden im 20. Jahrhundert umbenannt.
| Heutiger Name    | griechisch       | Alter Name             | griechisch            | bis       |
| ---------------- | ---------------- | ---------------------- | --------------------- | --------- |
| Agios Dimitrios  | Άγιος Δημήτριος  | Kouslar Ouslar         | Κουσλάρ Ουσλάρ        | 1913 1928 |
| Aerino           | Αερινό           | Persefli               | Περσεφλή              | 1927      |
| Chloi            | Χλόη             | Kioski                 | Κιόσκι                | 1957      |
| Eleftherochori   | Ελευθεροχώρι     | Ardouan Kokkinovrachos | Αρδουάν Κοκκινόβραχος | 1928 1984 |
| Kokkina          | Κοκκίνα          | Mousafakli             | Μουσαφακλή            | 1928      |
| Mikro Perivolaki | Μικρό Περιβολάκι | Taktalisman            | Τακταλισμάν           | 1924      |
| Perivlepto       | Περίβλεπτο       | Serantzi               | Σεραντζή              | 1928      |
| Polyzeika        | Πολυζαίϊκα       | Gourounostavlos        | Γουρουνόσταυλος       | 2001      |
| Stefanovikio     | Στεφανοβίκειο    | Chatzimisi             | Χατζήμισι             | 1924      |

Die bis 1997 bestehenden zehn Gemeinden haben seit 2011 des Status eines Stadtbezirks (Einzahl griechisch dimotiki kinotita) – nämlich Velestino – bzw. von Ortsgemeinschaften (topiki kinotita) und wählen je nach Einwohnerzahl einen Rat oder einen einzelnen Vertreter als Lokalvertretung. Die Einwohnerzahlen stammen aus dem Ergebnis der Volkszählung 2011.
- Gemeindebezirk Feres – Δημοτική Ενότητα Φερών – Φερές – 5.752
  - Stadtbezirk Velestino – Δημοτική Κοινότητα Βελεστίνου – 3.403
    - Chloi – Χλόη – 359
    - Velestino – Βελεστίνο – 3.044

  - Ortsgemeinschaft Agios Georgios – Τοπική Κοινότητα Αγίου Γεωργίου Φερών – Άγιος Γεώργιος Φερών – 681
  - Ortsgemeinschaft Aerino – Τοπική Κοινότητα Αερινού – 510
    - Aerino – Αερινό – 500
    - Polyzeika – Πολυζαίϊκα – 10

  - Ortsgemeinschaft Mikro Perivolaki – Τοπική Κοινότητα Μικρού Περιβολακίου – Μικρό Περιβολάκι – 343
  - Ortsgemeinschaft Perivlepto – Τοπική Κοινότητα Περιβλέπτου – 815
    - Agios Dimitrios – Άγιος Δημήτριος – 144
    - Eleftherochori – Ελευθεροχώρι – 101
    - Kokkaleika – Κοκκαλαίικα – 102
    - Kokkina – Κοκκίνα – 202
    - Perivlepto – Περίβλεπτο – 266

- Gemeindebezirk Karla – Δημοτική Ενότητα Κάρλας – 4.747
  - Ortsgemeinschaft Kanalia – Τοπική Κοινότητα Καναλίων – Κανάλια – 1.015
  - Ortsgemeinschaft Kerasia – Τοπική Κοινότητα Κερασέας – 280
    - Ano Kerasia – Άνω Κερασιά – unbeςohnt
    - Kerasia – Κερασιά – 280

  - Ortsgemeinschaft Rizomylos – Τοπική Κοινότητα Ριζομύλου – Ριζόμυλος – 1.482
  - Ortsgemeinschaft Stefanovikio – Τοπική Κοινότητα Στεφανοβικείου – Στεφανοβίκειο – 1.970

- Gemeindebezirk Keramidi – Δημοτική Ενότητα Κεραμιδίου – 423
  - Ortsgemeinschaft Keramidi – Τοπική Κοινότητα Κεραμιδίου – 423
    - Kamari – Καμάρι – 11
    - Keramidi – Κεραμίδι – 338
    - Moni Metamorfoseos Sotiros Flamouriou – Μονή Μεταμορφώσεως Σωτήρος Φλαμουρίου – 7
    - Veneto – Βενέτο – 67